# Чайва, Мигель
Мигель Чанга Чайва (англ. Miguel Changa Chaiwa; род. 7 июня 2004, Луаншья, Коппербелт) — замбийский футболист, полузащитник клуба «Янг Бойз» и сборной Замбии.

## Карьера
Играл в молодёжных командах «Шемюэл» и «Атлетико Лусака». В июле 2022 года игрока выкупил швейцарский «Янг Бойз». Дебютировал за швейцарскую команду 21 июля 2022 года в матче квалификации Лиги Конференций УЕФА против клуба «Лиепая». В Суперлиге страны дебютировал 24 июля 2022 года в матче с клубом «Сьон».

## Карьера в сборной
Играл за сборную Замбии до 17 лет. Дебютировал в составе основной команды страны 18 марта 2022 года в матче со сборной Ирака.

## Достижение
«Янг Бойз»
- Чемпион Швейцарии — 2022/23
- Обладатель Кубка Швейцарии — 2022/23